# تروي مان
تروي مان هو لاعب هوكي الجليد كندي، ولد في 3 سبتمبر 1969 في كامبلتون ‏ في كندا.

## وصلات خارجية
- تروي مان على موقع EliteProspects.com (الإنجليزية)
- تروي مان على موقع HockeyDB.com (الإنجليزية)